# Peppo (Il conte di Montecristo)
Peppo è un personaggio dell'anime Il conte di Montecristo  di Mahiro Maeda. Peppo seduce Albert de Morcerf e lo fa rapire per ottenere un riscatto.

## Storia

### Passato
Del suo passato non si sa nulla, è una travestita che inizialmente lavora per Luigi Vampa, ed in seguito per il Conte di Montecristo con il compito di sorvegliare Albert.

### Presente
La prima volta che la vediamo è all'inizio della storia durante il carnevale di Luna, quando fingendosi una ragazza, seduce Albert de Morcerf portandolo quasi ad avere un rapporto sessuale con lei. Era però una trappola organizzata dal suo capo Luigi Vampa che intendeva rapire Albert per ottenere un riscatto. Albert viene liberato grazie all'aiuto del Conte che gli rivela la vera natura di quella che credeva una donna.
In seguito per ordine del Conte trova lavoro come cameriera a casa Morcerf, col compito segreto di sorvegliare Albert, che ovviamente inizialmente diffida di lei. Pur rimanendo fedele al Conte, ma probabilmente innamorata di Albert, diventerà una sua alleata e nel corso della serie gli fornirà consigli, insinuerà dubbi nella sua mente e lo aiuterà a mandare all'aria il matrimonio della sua ex-fidanzata Eugénie de Danglars con Andrea Cavalcanti. Alla fine della serie diventerà una affermata fotomodella.

## Carattere
Provocante, soprattutto con le parole, gioca molto sul suo aspetto, facendo venire molti dubbi ad Albert che continuerà a trattarla da ragazza nonostante sia a conoscenza della sua vera natura maschile. Nel corso della storia si affeziona sempre di più al protagonista e probabilmente si innamora di lui, diventando sempre più sincera, quasi eludendo gli ordini precisi che il Conte le aveva dato.